# DEB-Pokal der Frauen 2012
Der DEB-Pokal der Frauen 2012 wurde am 17. und 18. März 2012 im Wellblechpalast in Berlin ausgetragen. Er fand damit zum 11. Male überhaupt seit seiner Einführung und zum 6. Male unter Teilnahme der besten deutschen Frauen-Eishockeymannschaften statt.

## Teilnehmer und Modus
Gemäß den neuen Durchführungsbestimmungen waren die neben dem Gastgeber besten vier Mannschaften der abgeschlossenen Bundesligasaison 2011/12 für das Turnier qualifiziert. Da an der aktuellen Liga lediglich sechs Mannschaften teilnehmen, blieb nur eine einzige außen vor. Es wird in einer einzigen Runde im Modus Jeder gegen Jeden gespielt. Die Dauer der Pokalspiele ist auf 3 × 15:00 Minuten begrenzt.

## Spiele
| 17. März 2012 8:00 Uhr | ECDC Memmingen | 1:2 (1:1, 0:0, 0:1) Spielbericht | EC Bergkamen | Wellblechpalast, Berlin Zuschauer: 55 |

| 17. März 2012 11:00 Uhr | ESC Planegg/Würmtal | 3:1 (0:1, 1:0, 2:0) Spielbericht | OSC Berlin | Wellblechpalast, Berlin Zuschauer: 63 |

| 17. März 2012 13:00 Uhr | EC Bergkamen | 4:1 (1:1, 0:0, 3:1) Spielbericht | SC Garmisch-Partenkirchen | Wellblechpalast, Berlin Zuschauer: 53 |

| 17. März 2012 15:00 Uhr | ECDC Memmingen | 2:3 (1:2, 1:1, 0:0) Spielbericht | OSC Berlin | Wellblechpalast, Berlin Zuschauer: 96 |

| 17. März 2012 17:00 Uhr | ESC Planegg/Würmtal | 5:0 (1:0, 1:0, 3:0) Spielbericht | SC Garmisch-Partenkirchen | Wellblechpalast, Berlin Zuschauer: 52 |

| 18. März 2012 8:00 Uhr | OSC Berlin | 4:1 (2:0, 1:1, 1:0) Spielbericht | SC Garmisch-Partenkirchen | Wellblechpalast, Berlin Zuschauer: 58 |

| 18. März 2012 10:00 Uhr | ESC Planegg/Würmtal | 1:2 n. P. (0:1, 1:0, 0:0, 0:0, 0:1) Spielbericht | EC Bergkamen | Wellblechpalast, Berlin Zuschauer: 81 |

| 18. März 2012 12:00 Uhr | ECDC Memmingen | 6:0 (2:0, 1:0, 3:0) Spielbericht | SC Garmisch-Partenkirchen | Wellblechpalast, Berlin Zuschauer: 64 |

| 18. März 2012 14:00 Uhr | EC Bergkamen | 0:4 (0:3, 0:1, 0:0) Spielbericht | OSC Berlin | Wellblechpalast, Berlin Zuschauer: 78 |

| 18. März 2012 16:00 Uhr | ESC Planegg/Würmtal | 4:3 (0:0, 2:2, 2:1) Spielbericht | ECDC Memmingen | Wellblechpalast, Berlin Zuschauer: 137 |

### Endstand
| Platz | Verein                    | Spiele | S3 | S2 | N1 | N0 | Tore | Tor-Diff. | Punkte |
| ----- | ------------------------- | ------ | -- | -- | -- | -- | ---- | --------- | ------ |
|       | ESC Planegg/Würmtal       | 4      | 3  | 0  | 1  | 0  | 13:6 | +7        | 10     |
|       | OSC Berlin                | 4      | 3  | 0  | 0  | 1  | 12:6 | +6        | 9      |
|       | EC Bergkamen              | 4      | 2  | 1  | 0  | 1  | 8:7  | +1        | 8      |
| 4     | ECDC Memmingen            | 4      | 1  | 0  | 0  | 3  | 12:9 | +3        | 3      |
| 5     | SC Garmisch-Partenkirchen | 4      | 0  | 0  | 0  | 4  | 2:19 | −17       | 0      |

## Auszeichnungen
Als beste Torhüterin des Turniers wurde Julia Graunke vom EC Bergkamen, als beste Verteidigerin Susanne Fellner vom ECDC Memmingen und als beste Stürmerin Anja Scheytt ausgezeichnet.